# Kaithal (stad)
Kaithal is een nagar panchayat (plaats) in het district Kaithal van de Indiase staat Haryana. 

## Demografie
Volgens de Indiase volkstelling van 2001 wonen er 117.226 mensen in Kaithal, waarvan 54% mannelijk en 46% vrouwelijk is. De plaats heeft een alfabetiseringsgraad van 65%. 